# Sói cái (thần thoại La Mã)

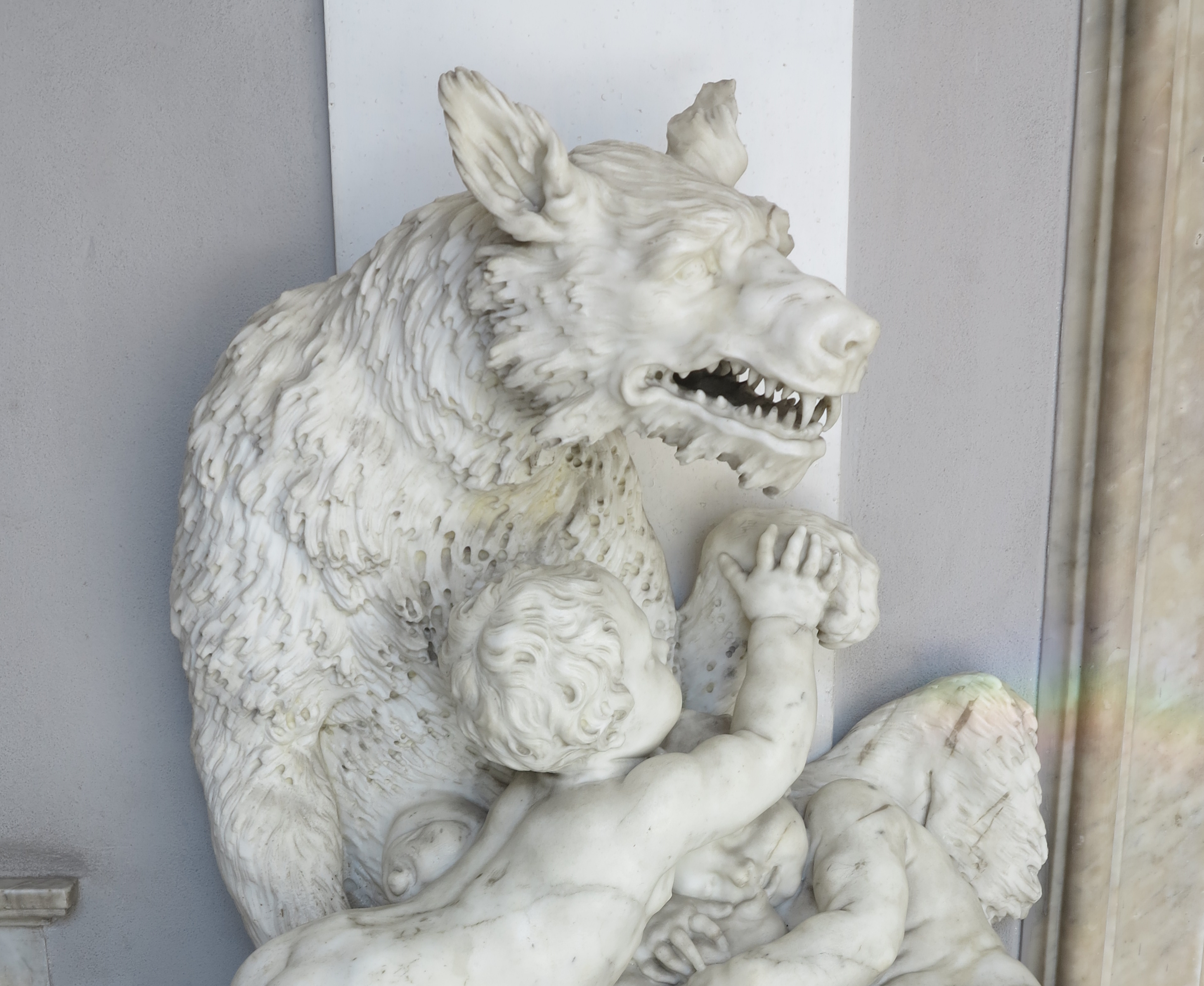
Sói cái với Romulus và Remus, tác phẩm điêu khắc của Francesco Biggi và Domenico Parodi tại Palazzo Rosso của Genova, Ý

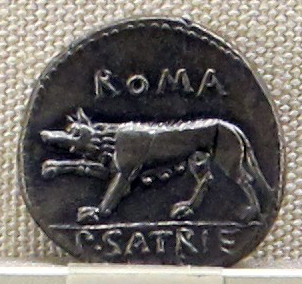
Sói cái trên đồng xu của nước cộng hòa La Mã sau này (c.77 TCN)

Trong thần thoại La Mã, một con sói cái đã nuôi dưỡng và che chở cho cặp song sinh Romulus và Remus sau khi chúng bị bỏ rơi trong rừng theo lệnh vua Amulius của Alba Longa. Sói cái đã chăm sóc trẻ sơ sinh tại hang của mình, một hang động được gọi là Lupercal, cho đến khi hai đứa trẻ được phát hiện bởi một người chăn cừu tên Faustulus. Một trong hai đứa trẻ là Romulus sau này trở thành người sáng lập và là vị vua đầu tiên của Rome. Hình ảnh sói cái cho cặp song sinh bú là biểu tượng của Roma từ thời cổ đại và là một trong những biểu tượng dễ nhận biết nhất của thần thoại cổ đại.

## Biểu tượng

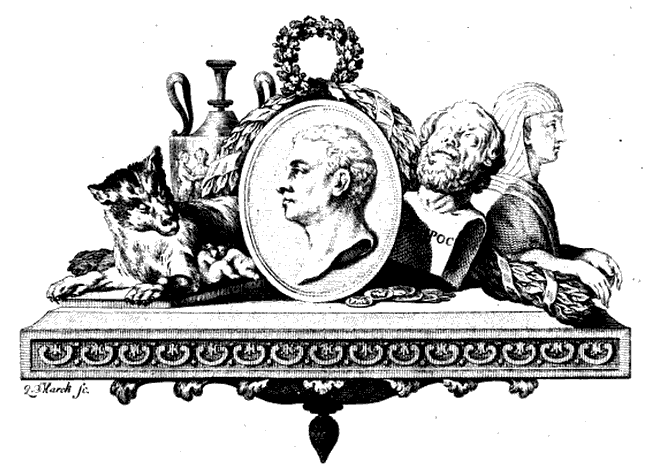
Hình từ trang tiêu đề của Geschichte der Kunst des Alterhums Vol. 1 (1776) của Johann Joachim Winckelmann. Winckelmann là người tiên phong trong nghiên cứu về nghệ thuật Graeco-Roman và nghệ thuật La Mã cổ đại nói riêng. Anh ta là trung tâm, với con sói con đang bú cặp song sinh và Homer gần anh ta nhất. Nhân sư và một bình Etruscan ở trong nền.

### Đại diện sớm nhất

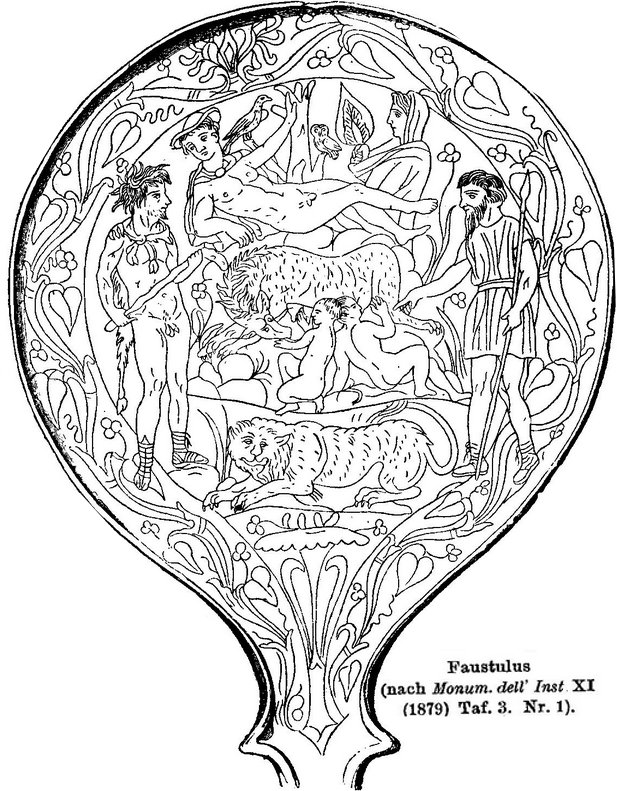
Tấm gương gây tranh cãi của Bolsena.
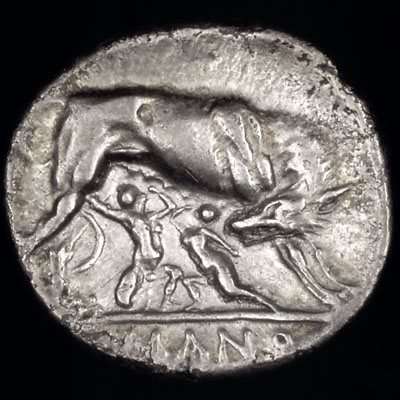
Romulus và Remus. Một didrachm (6,44 g). c. 269 Tiết266 trước Công nguyên
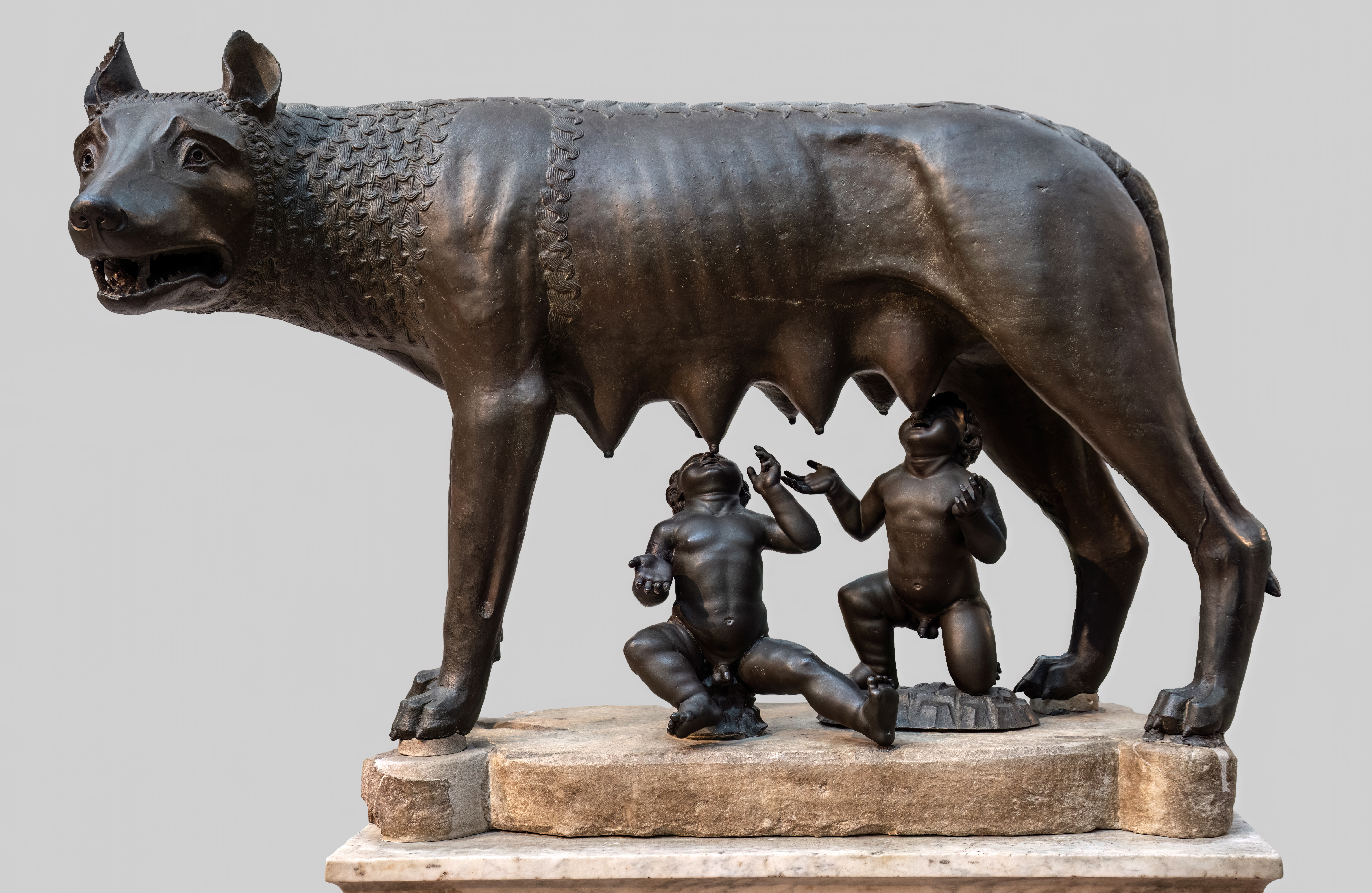
Sói Capitoline. Nguồn gốc cổ xưa của nó bây giờ là nghi ngờ.

### Huy hiệu

Huy hiệu của gia đình xứ Basque Ariño của Navarre
Huy hiệu của gia đình xứ Basque Artolaguirre của Donostia
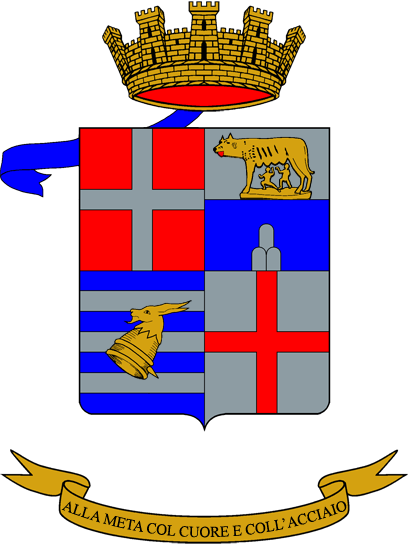
CoA mil ITA grp artiglieria 009
Huy hiệu của Công xã Caudebec-lès-Elbeuf, Normandy, Pháp
Huy hiệu của Hạt Cluj, Romania
Huy hiệu của thành phố Codogno, vùng Ý, có hình con sói được buộc vào một cái cây
Biểu tượng của bác sĩ phẫu thuật và bác sĩ sản khoa cho Napoleon, Nam tước Antoine Dubois, (1756 Phản1837)
Huy hiệu của Công xã Estillac, Nouvelle-Aquitaine, Pháp
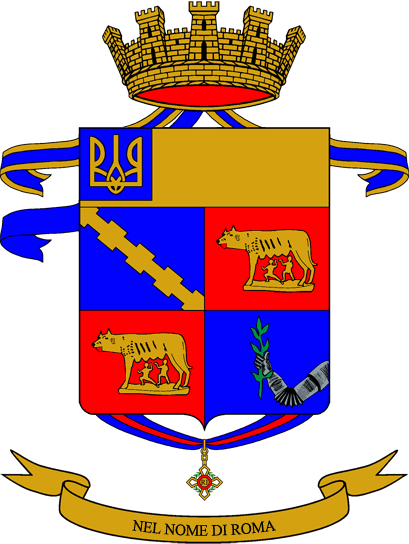
CoA mil ITA rgt fanteria 080
Huy hiệu của La Louviere, Wallonia, Bỉ
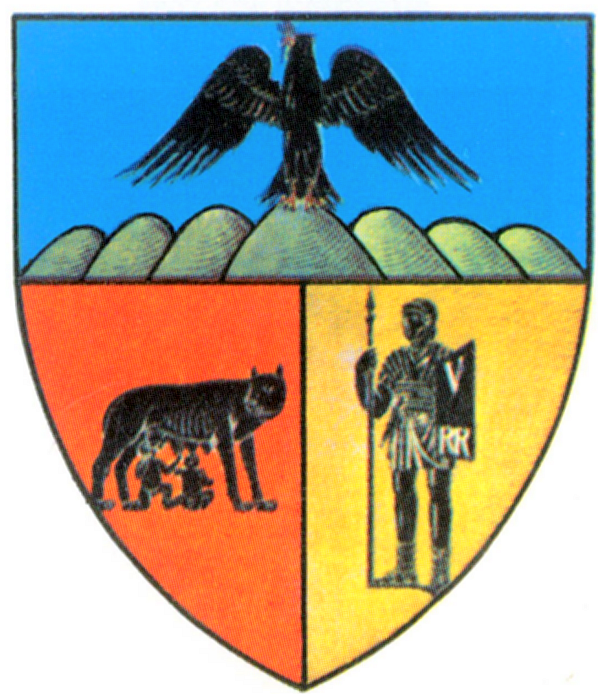
Huy hiệu của quận Năsăud, Romania
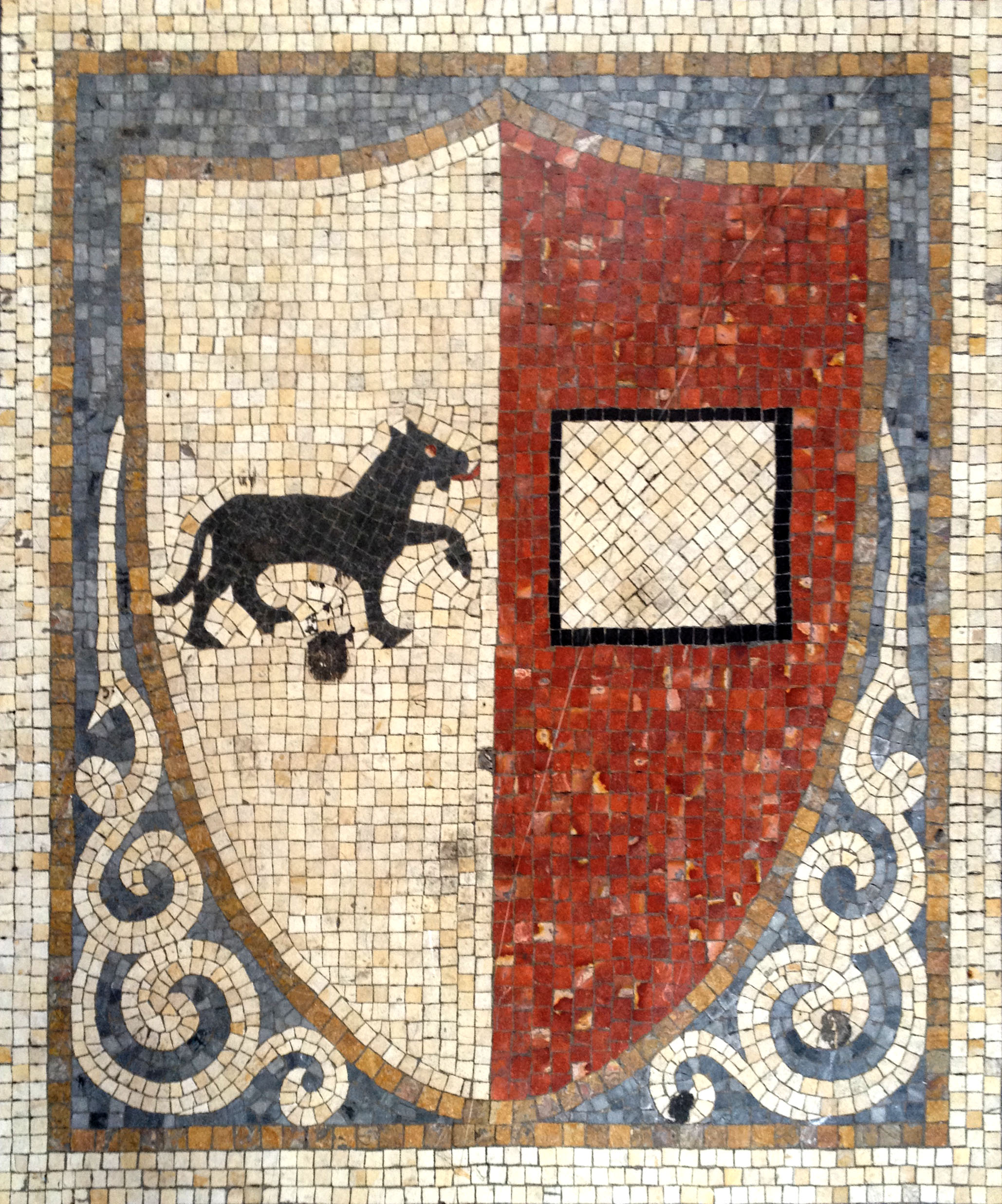
Huy hiệu cổ xưa của thành phố Piacenza, Emilia-Romagna, Ý
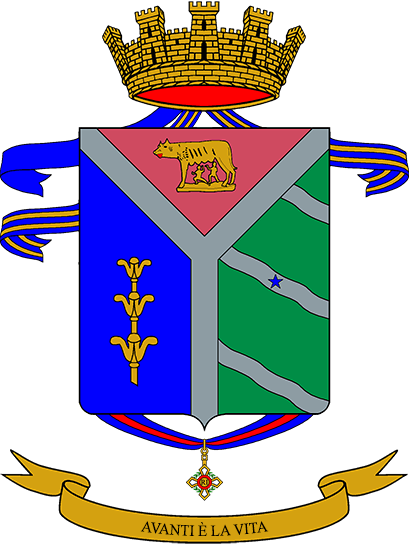
CoA mil ITA rgt genio 08
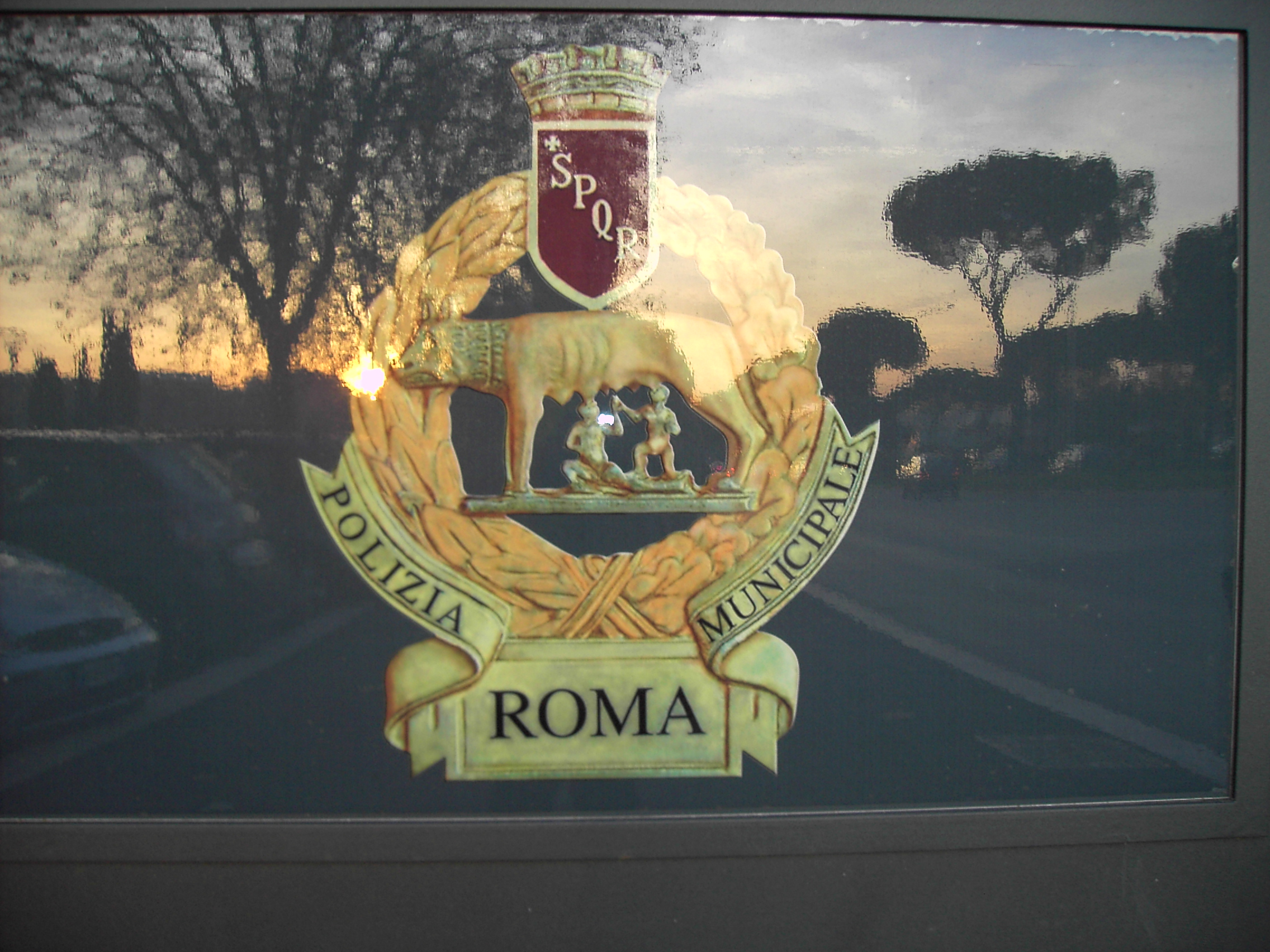
Biểu tượng của Cảnh sát Thủ đô của thành phố Rome
Tái thiết huy hiệu của Rome dưới thời Napoléon
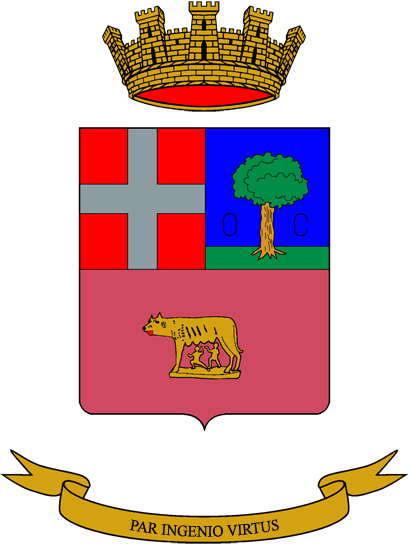
CoA mil ITA scuola genio
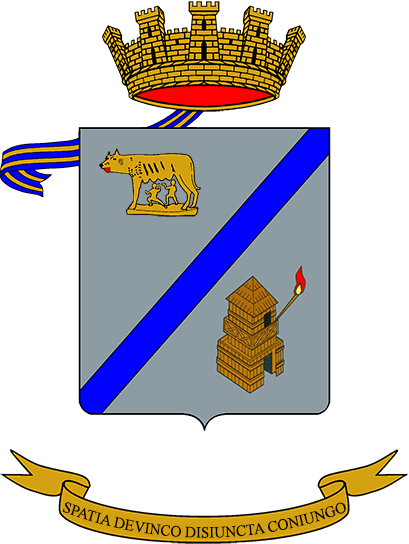
Biểu tượng của trường tín hiệu quân đội Ý
Huy hiệu của Công xã Villeloin-Coulangé, Center-Val de Loire, Pháp